# Deny
Deny (estilizado como DENY) es una banda argentina de post-hardcore/metalcore oriunda de zona norte de Buenos Aires, formada en 2007. 
La banda mezcla su música con elementos del hardcore, metalcore, screamo, synth-core y hardcore melódico. Sus principales influencias son Alexisonfire y Underoath, además de otras bandas como Bad Religion y Pennywise. Así también, tienen pequeñas influencias de rock alternativo.

## Historia

### Inicios (2007—2008)
La banda se formó en el 2007, en Buenos Aires, Argentina. Ese mismo año hicieron un demo llamado Deny Demo, que fue hecho con el primer cantante, Nicolás García Guerrero.
El demo contiene 3 canciones cantadas en inglés: 1-Catharsis, 2-Choke On Your Pride, 3-Crossing The Acheron By Myself.

### Primer EP,La Distancia(2009—2011)
En el 2009, lanzaron su primer EP, La Distancia con el sello Inmune Records, dicho EP producido por Javier Casas (Sera Panico) y Matias Espinoza (Dar Sangre).
El 11 de febrero de 2009, el grupo se presentó junto a Silverstein y Alesana en el Rock Súper de Buenos Aires. La banda continuó en la promoción de su EP por el resto del año, recorriendo diferentes ciudades argentinas. En el 2010, participaron en el festival musical "NOSOYROCK", en el cual se presentan anualmente alrededor de treinta bandas del país.

### Reino De Tormentas(2011—2012)
El 12 de junio de 2011, el grupo liderado por Nazareno teloneó a A Day to Remember en el marco de "What Separates Me from You Tour" en Teatro Colegiales en Buenos Aires.
El 23 de septiembre de 2011, se lanzó oficialmente el álbum de debut: Reino de Tormentas con nuevo sello discográfico, Pinhead.
El 15 y 16 de octubre el grupo se presentaba por primera vez en el extranjero, un país vecino: en Chile el grupo dio conciertos en Valparaíso y Santiago, junto con la banda chilena Admira mi Desastre. A continuación, Deny se presentó con August Burns Red y Blessthefall en Argentina.

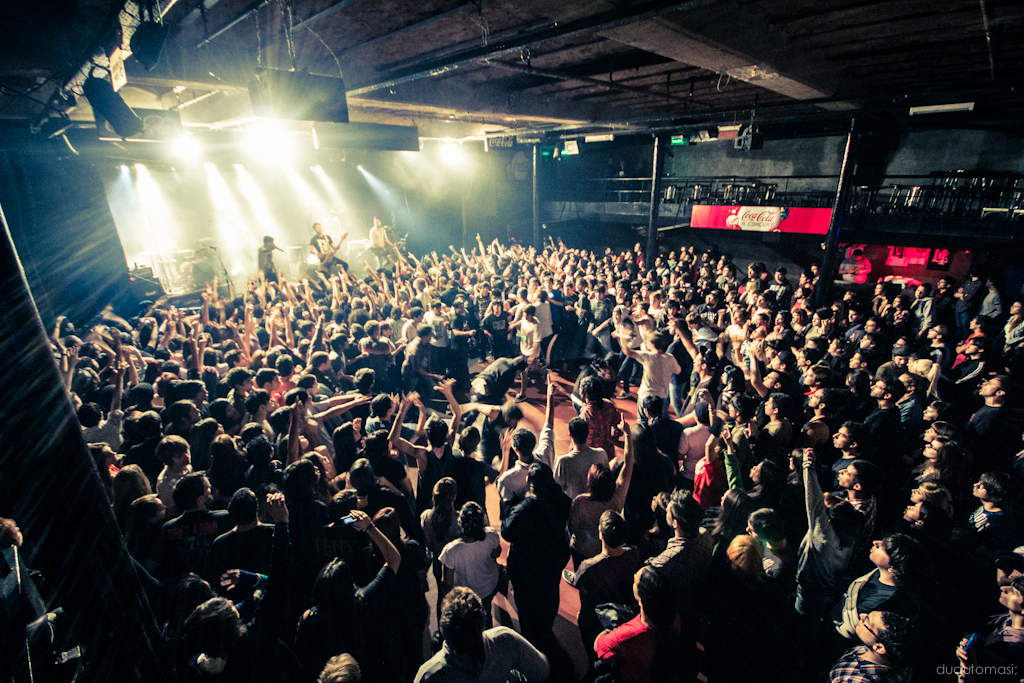
DENY en concierto.

### Reedición deLa Distancia(2012-2014)
El 24 de febrero de 2012, la banda reeditó el EP La Distancia, con Pinhead Records. El 23 de febrero, Deny se presentó junto a otras bandas como Valor Interior, Oliver, Sherwin, Polybius, entre otras. El grupo fue visto en el "Resistance Tour" con Attaque 77. El 17 de marzo de 2012, Deny pisa fuerte por segunda vez en el festival "NOSOYROCK", junto a bandas amigas como Melian (Banda) y Shaila.
El 13 de mayo de 2012, la banda festejó sus cinco años de carrera en La Trastienda Club junto a Efecto Amalia. En dicha presentación, el grupo interpretó todos los temas editados hasta la fecha. Como apertura del evento, Deny presentó su primer videoclip "Si pudiera salvarte". En diciembre de 2012, el tecladista Agustín Abelenda se retiró de la banda por razones desconocidas. El 18 de mayo de 2013 se dan un show en la Trastienda para presentar el DVD 'Por Siempre'.

### Invencible(2014—2019)
En junio de 2014 DENY anunció el lanzamiento del nuevo disco Invencible, el día 12 de julio de 2014 con Pinhead Records. Integra una intro seguida de los temas Guerra tras guerra, Invencible, La Traición, Nunca dejar Caer, Tras mis Pasos, Una Razón, Toulouse, 
Yo, Documento III, Resistiendo golpes, y un BonusTrack acústico: Un año más.
En el 2015 visitaron varios países como Perú, Colombia y México, cerrando en el 2017 tocando en el Lollapalooza, último concierto con el exbajista y voz Juan Pablo Uberti quien se fue a Australia para dedicarse por completo a su trabajo como tatuador.
El 4 de marzo de 2019 Deny anunció por sus redes sociales la separación de la banda, comunicando que prefieren preservar la amistad formada en el grupo, a entrar en discusiones por el rumbo que cada integrante quiera darle a la misma. Su último concierto se realizó el 22 de junio de 2019.

### Documento 4(2025)
En abril de 2025 Deny anunció por sus redes sociales el regreso de la banda contando nuevamente con el bajista Juan Pablo Uberti. Fueron publicando pequeños teaser de lo que sería su primer sencillo "El cielo", este fue publicado el 17 de julio. luego anunciaron el lanzamiento de su nuevo disco "Documento 4" que estará en todas las plataformas digitales el 9 de octubre de 2025.

## Miembros
- Nazareno Gómez Antolini — Screaming, voces claras (-2019; 2025-presente)
- Joaquín Ortega — Guitarra rítmica, voces claras, coros (2007-2019; 2025-presente)
- Juan Pablo Uberti — bajo, voces claras, coros (2007-2017)(2025-actualidad)
- Pipi Astete Navarro — Guitarra líder (2015-2019)(2025-actualidad)

### Miembros anteriores
- Nicolás García Guerrero — screams
- Nicolás Teubal — guitarra
- Sebastián Ruiz — guitarra
- Miguel Mateo Sevillano — guitarra (2009-2015)
- Jonathan Pérez — teclados, sintetizadores, programación
- Agustín Abelenda — teclados, sintetizadores, programación
- Agustín Dupuis — batería, percusión (2007-2019)

## Discografía
EP
- La Distancia (Inmune Records, 2009)

Álbumes de estudio
- Reino De Tormentas (Pinhead Records, 2011)
- La Distancia - Edición 2012 (Pinhead Records, 2012)
- Invencible (Pinhead Records, 2014)

DVD
- Por Siempre (Pinhead Records, 2013)

## Videografía
| Año  | Canción                     | Álbum              | Director             | Enlace |
| ---- | --------------------------- | ------------------ | -------------------- | ------ |
| 2012 | "Si Pudiera Salvarte"       | Reino De Tormentas | Ula Ula Producciones |        |
| 2012 | "E.X.E"                     | Reino De Tormentas | Alexis Vecino        |        |
| 2012 | "Lo Que Siempre Buscábamos" | Reino De Tormentas | Alexis Vecino        |        |
| 2013 | "Un Año Más"                | Invencible         | Nicolás Figueroa     |        |
| 2014 | "Toulouse"                  | Invencible         | Nicolás Figueroa     |        |
| 2014 | "Resistiendo Golpes"        | Invencible         | Israel Salazar       |        |
| 2015 | "Invencible"                | Invencible         | Israel Salazar       |        |
| 2018 | "Libertad"                  | N/A                | Conga Studios        |        |
| 2018 | "Aire"                      | N/A                | Nicolás Figueroa     |        |